# Lape (isola)
Lape è un'isola dell'arcipelago delle Tonga, nell'Oceano Pacifico. Amministrativamente appartiene alla divisione Vava'u, nel distretto di Motu.
Il villaggio ha una popolazione di 16 abitanti (2021).
Lape è a sud del centro dell'arcipelago di Vavaʻu. Insieme alle isole Langito'o e Vaka'eitu a ovest e Nuapapu a nord, Lape racchiude la baia di Matamaka, dove si trovano gli isolotti di Alinonga e Kulo e la barriera corallina di Tangatasito. A sud c'è l'isola di Ovaka.
Gli abitanti del villaggio sono abbastanza autosufficienti, coltivano patate dolci, banane e radici di taro oltre alle noci di cocco. Producono lavori artigianali tradizionali come la tapa (un tessuto rigido ricavato dalle fibre battute della corteccia del gelso da carta che viene poi decorato con inchiostro), cesti e stuoie intrecciate di foglie di pandano, essiccate al sole.